# Carbonylation oxydante
La carbonylation oxydante est un type de réaction utilisant le monoxyde de carbone associé à un oxydant pour produire des esters et des esters de carbonate. Ces transformations utilisent des complexes de métaux de transition comme catalyseurs homogènes, la plupart un catalyseur au palladium. D'un point de vue mécanismes, ces réactions ressemblent au procédé Wacker.

## Exemples
Ce type de réaction avec un catalyseur au palladium permettent de convertir certains alcènes en leur ester homologue :
RCH=CH2 + CO + 1/2 O2 + MeOH → RCH=CHCO2Me + H2O
On pense que le mécanisme de ce genre de réactions passe par l'insertion de l'alcène dans la liaison Pd(II)-CO2Me d'un ester métallacarboxylique suivi par une élimination de β-hydrure.
Les acides arylboroniques réagissent avec des composés de Pd(II), donnant des espèces Pd(II)-aryle qui subissent ensuite une carbonylation pour donner des composés Pd(II)-C(O)aryle, dans lesquels s'insèrent des alcènes. l'élimination de β-hydrure qui suit donne l'arylcétone.
La conversion du méthanol en carbonate de diméthyle par carbonylation oxydante est économiquement compétitive avec la phosgénation. Cette réaction est utilisée das l'industrie en utilisant des catalyseurs au Cu(I) :
CO + 1/2 O2 + 2 MeOH → (MeO)2CO + H2O
La préparation de l'oxalate de diméthyle par carbonylation oxydante a également suscité un intérêt commercial. Elle ne nécessite que des précurseurs C1 :
2 CO + 1/2 O2 + 2 MeOH → (MeO2C)2 + H2O